# أندريه فيشر
أندريه فيشر (بالبولندية: Andrzej Fischer)‏ (و. 1952  م) هو لاعب كرة قدم، من بولندا، شارك في كأس العالم لكرة القدم 1974، يلعب كحارس مرمى.

## روابط خارجية
- أندريه فيشر على موقع قاعدة بيانات كرة القدم.إي يو (الإنجليزية)
- أندريه فيشر على موقع ناشيونال فوتبول تيمز (الإنجليزية)
- أندريه فيشر على موقع Soccerway.com (الإنجليزية)
- أندريه فيشر على موقع عالم كرة القدم.نت (الإنجليزية)